# Iatagan

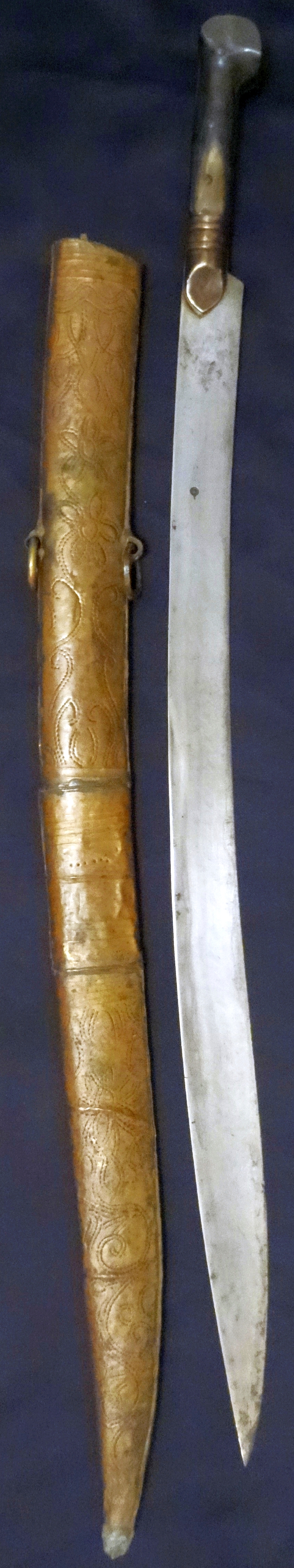
Iatagan

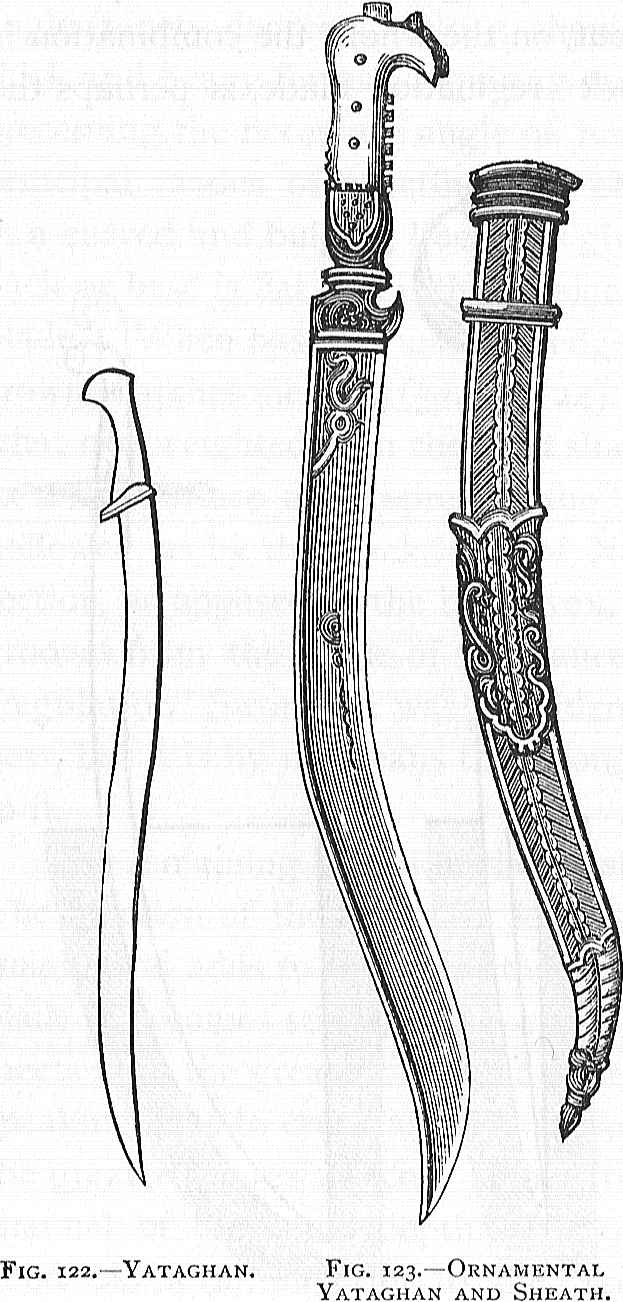
Iatagan simplu şi Iatagan dublu curbat-dreapta

Iataganul (din limba turcă yatağan ) este o sabie scurtă folosită între mijlocul secolului al XVI-lea și secolul al XIX-lea de Armata otomană în zona sa de influență cum ar fi Balcanii.
Iataganul are o lamă cu un singur tăiș, curbat înainte și un mâner format din două plăci de prindere atașate la sfârșitul mânerului fiind două urechi ornamentate de mari dimensiuni.   
Spațiul dintre mânere este acoperit cu o fâșie de metal, care adesea este decolorată. Lungimea lamei variază de la 60 la 80 cm și este curbată înainte ca și falcata iberică, sau greaca kopis), uneori se curbează spre spate din nou. Această formă de lamă este menționată ca fiind „recurbată”. În timp ce partea din spate a lamei este realizată din oțel moale, cu muchia ascuțită este realizată din otel dur, călit pentru durabilitate.
Mânerul nu are gardă, elemente de metal conectează mânerele de umărul lamei. Plăcile de prindere sunt de obicei făcute din os, fildeș, corn sau din argint, având formă de „aripi” sau „urechi” pe ambele părți ale măciuliei (forma previne alunecarea mânerului din mână atunci când este utilizat pentru tăiere).
Iataganul are forma diversificată și în funcție de regiune. Iataganele din Balcani au urechi mai mari și sunt, adesea de os sau fildeș în timp ce iataganele din Anatolia au urechile mai mici, care sunt făcute adesea din corn. 
Pe multe iatagane se pot vedea sofisticate opere de artă pe mâner și pe lamă,  indicând valori simbolice considerabile. Neavând nicio mască, iataganul se purta lipit de corp cu teaca fixată de talie cu o eșarfă de mătase,  reținut de un cârlig.